# Långtjärnen (Torps socken, Medelpad, 694250-151579)
Långtjärnen är en sjö i Ånge kommun i Medelpad och ingår i Ljungans huvudavrinningsområde. Sjön har en area på 0,106 kvadratkilometer och ligger 262,1 meter över havet. Sjön avvattnas av vattendraget Stumån.

## Delavrinningsområde
Långtjärnen ingår i det delavrinningsområde (694289-151630) som SMHI kallar för Utloppet av Långtjärnen. Medelhöjden är 317 meter över havet och ytan är 1,44 kvadratkilometer. Räknas de 6 avrinningsområdena uppströms in blir den ackumulerade arean 40,52 kvadratkilometer. Stumån som avvattnar avrinningsområdet har biflödesordning 3, vilket innebär att vattnet flödar genom totalt 3 vattendrag innan det når havet efter 98 kilometer. Avrinningsområdet består mestadels av skog (91 procent). Avrinningsområdet har 0,11 kvadratkilometer vattenytor vilket ger det en sjöprocent på 7,3 procent.